# La Vallée (huyện)
La Vallée là một huyện cũ ở bang Vaud, Thụy Sĩ. Huyện này có 3 đô thị ở Vallée de Joux. Huyện lỵ là Le Sentier. Toàn bộ huyện được sáp nhập vào huyện Jura-Nord vaudois.
Huyện này bao gồm các đô thị sau:
- L'Abbaye
- Le Chenit
- Le Lieu

Huyện có các làng sau:
- Le Brassus
- Le Sentier
- Le Solliat
- Derrière-la-Côte
- L'Orient
- L'Abbaye
- Les Bioux
- Le Pont
- Le Lieu
- Les Charbonnières
- Le Sechey